# Molnár Imre (tornász)
Molnár Imre (Miskolc, 1949. március 30. – 2019. szeptember 26.) Európa-bajnoki bronzérmes tornász, edző, testnevelő tanár.

## Élete
1955-63-ig a miskolci Ságvári Endre Általános Iskolába járt. Itt kezdett tornázni Jakab Józsefné testnevelő tanár irányításával. Első versenye 1959-ben a városi iskolai tornaverseny volt. /5. helyen végzett/ 1960-tól a Miskolci Sportiskolában Robinzon Gyula edzővel kezdte a tornász pályafutását. Újonc korcsoportban vidék bajnokságokon szerenkénti és összetett bajnokságokat szerzett. 1963-ban meghívták a tatai utánpótlás táborba először.
1963-67-ig a miskolci Zalka Máté Gépipari Technikumba járt. Az igazi torna ebben az időszakban kezdődött, Szőke István irányításával, 1967-ben nyerte először az összetett ifi bajnokságot. Ekkor hívták meg a felnőtt válogatottba. A táborokban és a válogatottban több edző is foglalkozott vele: Röck Samu, Keszei Pál, Nyulasi Sándor, Péter János, Szakács Dönci bácsi, Csányi Rajmund, Sánta doktor.

### Sportpályafutása
1965 szeptemberétől 1966 januárjáig Debrecenben (DVSE) tornázott Fésüs László és Kulcsár János, Cibere András edzők felügyelete alatt.
1967-68-ig BHSE igazolta le, sorkatonaként. 1967–1983-ig a felnőtt válogatott tagja volt. 1968-72-ig TFSE versenyzője.
1969-ben mesterfokú 2. hely, 1970-71-72-ben mesterfokú 1. hely. 1972-83-ig az Újpesti Dózsa versenyzője volt.
A nagyobb nemzetközi versenyeket 1970-ben az universiadéval kezdte. Torinóban a csapat 5. lett. 1970. Ljubljana VB-n a csapat 11. lett, egyéniben 45.-ként, a legjobb magyar tornászként, itt határozta el, hogy többet és jobban kell tornázni, ha jobb eredményekre tőr.

### Eredményei

#### Olimpiák
- 1972. csapat 8., egyéni összetett 19.
- 1976. csapat 4., egyéni összetett 8., lóugrás 5.

#### Világbajnokságok
- 1970. /csapat 11., egyéni 45./
- 1974. Várna /csapat 4., egyéni összetett 11., lólengés 5., lóugrás 6./
- 1979. Fort Worth /csapat 6./

#### Európa-bajnokságok
- 1971. Madrid lóugrás 4.
- 1973. Grenoble lóugrás 3.
- 1975. Bern lólengés 5.

### Család
Egy fiú testvére volt, László, aki tornászként kezdett és artista lett. Felesége Vigh Katalin testnevelő tanár volt. Három gyermeke született, Anett, Krisztina, Gábor és öt unokája (Nicole, Rebeka, Vivien, Fanni, Patrik). Krisztina lánya olimpikon tornász és atléta, mindkét sportágban sokszoros magyar bajnok.

## Díjai, elismerései
- Az év magyar tornásza (1971, 1972)
- Magyar Népköztársaság Érdemes Sportolója 1973-1974.
- Magyar Népköztársaság Sport Érdemérem Bronz fokozata